# 873 Mechthild
A 873 Mechthild (ideiglenes jelöléssel 1917 CA) a Naprendszer kisbolygóövében található aszteroida. Max Wolf fedezte fel 1917. május 21-én.